# Mittweida (stacja kolejowa)
Mittweida – stacja kolejowa w Mittweida, w kraju związkowym Saksonia, w Niemczech. Znajdują się tu 2 perony.